# Републичка управа цивилне заштите
Републичка управа цивилне заштите је самостална републичка управа Републике Српске. Републичком управом цивилне заштите руководи директор, а тренутни вршилац дужности директора је Борис Трнинић.

## Надлежности
Републичка управа цивилне заштите обавља управне и друге стручне послове, који се односе на:
- праћење, усклађивање и спровођење утврђене политике и смјерница и обезбјеђење извршавања закона и других прописа у области заштите и спасавања у ванредним ситуацијама
- израду Програма заштите и спасавања у Републици Српској
- израду Програма за смањење ризика од елементарне непогоде и друге несреће у Републици Српској
- прати, усклађује и спроводи политику и смјернице и обезбјеђује извршење закона и других прописа у области цивилне заштите у систему заштите и спасавања
- израђује методологију за израду Процјене угрожености од елементарне непогоде и друге несреће
- израђује методологију за израду Плана заштите и спасавања од елементарне непогоде и друге несреће
- израђује Процјену угрожености од елементарне непогоде и друге несреће на територији Републике Српске
- израђује План заштите и спасавања од елементарне непогоде и друге несреће на територији Републике Српске
- израђује Програм опремања, заштите и спасавања
- организује, припрема и обучава службу цивилне заштите у систему заштите и спасавања на нивоу Републике Српске
- врши координацију д‌јеловања субјеката од значаја за заштиту и спасавање у случају елементарне непогоде и друге несреће у Републици Српској
- врши координацију између субјеката који учествују у заштити и спасавању на територији Републике Српске са субјектима за заштиту и спасавање Босне и Херцеговине, Федерације Босне и Херцеговине, Брчко Дистрикта Босне и Херцеговине, сусједних и других земаља
- прибавља и обрађује податке о свим врстама појава и опасности које могу довести до елементарне непогоде и друге несреће
- организује и спроводи послове осматрања, обавјештавања и узбуњивања
- доноси и реализује планове и програме обуке и оспособљавање у области заштите и спасавања од елементарне непогоде и друге несреће
- врши избор и учествује у научноистраживачким пројектима у области заштите и спасавања
- пружа стручну помоћ у области заштите и спасавања
- доноси упутства и инструкције за рад надлежне организационе јединице цивилне заштите општине, односно града
- врши уклањање и уништавање НУС и мина
- посредством надлежних органа остварује међународну сарадњу у области заштите и спасавања
- учествује у акцијама заштите и спасавања у случају елементарне непогоде и друге несреће
- предузима превентивне, оперативне и постоперативне мјере у случају елементарне непогоде и друге несреће
- води евиденцију у области заштите и спасавања
- наређује спровођење мјере приправности
- закључује уговоре о ангажовању на спровођењу мјера и задатака заштите и спасавања
- врши и друге послове из области цивилне заштите у систему заштите и спасавања